# Литовская Русь

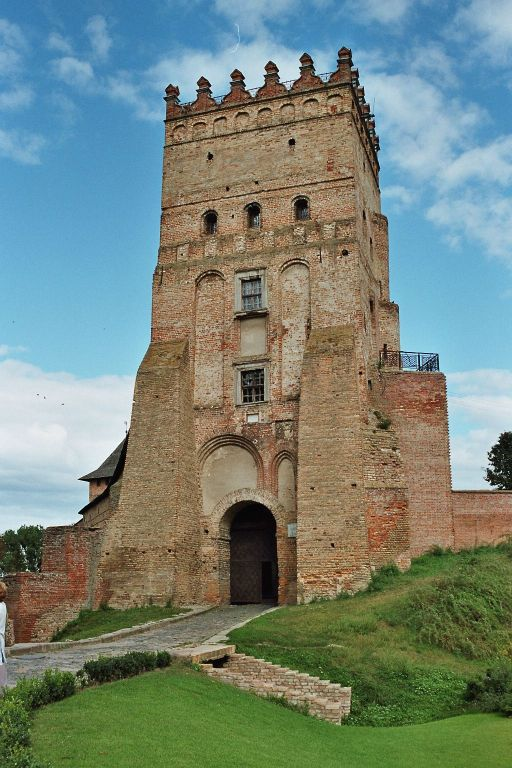
Замок Любарта в Луцке

Литовская Русь — земли Руси под контролем Великого княжества Литовского. Литовская экспансия на Русь и завоевание ряда русских княжеств берут своё начало в грабительских походах литовских дружин в XII—XIII веках в направлении богатых торговых артерий, проходивших реками Западная Двина, Днепр, Припять, Буг, на которых располагались богатые города. Начиная с 1240-х годов, воспользовавшись подрывом сил русских княжеств в результате монголо-татарского ига, литовские князья начали проводить целенаправленную политику подчинения русских земель и использования их ресурсов, ставшую помимо войн с тевтонскими рыцарями главным направлением их деятельности.
Установление контроля над русскими землями имело широкий размах и достигалось как агрессивными военными, так и мирными методами (династические брачные союзы, занятие земель без боя). Многие русские земли на длительный период имели определённое самоуправление. До начала XV века литовские монархи сумели распространить свою власть на обширные территории западной, южной и центральной (смоленские, верхнеокские и другие земли) Руси, став основными претендентами на собирание русских земель. В результате усиления великих князей Московских и череды русско-литовских войн территория Литовской Руси начала сужаться, сначала за счёт военных потерь, затем за счёт уступки обширных южнорусских земель польской Короне по условиям Люблинской унии 1569 года. С этого момента вплоть до разделов Речи Посполитой во второй половине XVIII века Литовская Русь в целом совпадала с Белой Русью.

## Терминология
Понятие «Русь Литовская» возникло в XIV—XV веках как противопоставление понятию «Русь Московская». В современной историографии в отличие от исторических источников позднего Средневековья и Раннего Нового времени термин «Литовская Русь» относится ко всей территории исторической Руси, состоявшей под властью литовских князей. Термин «литовско-русский» встречается в отношении исторических фигур, являвшихся поддаными великих князей литовских, но бывших при этом в культурном или этническом плане русскими (русинами).

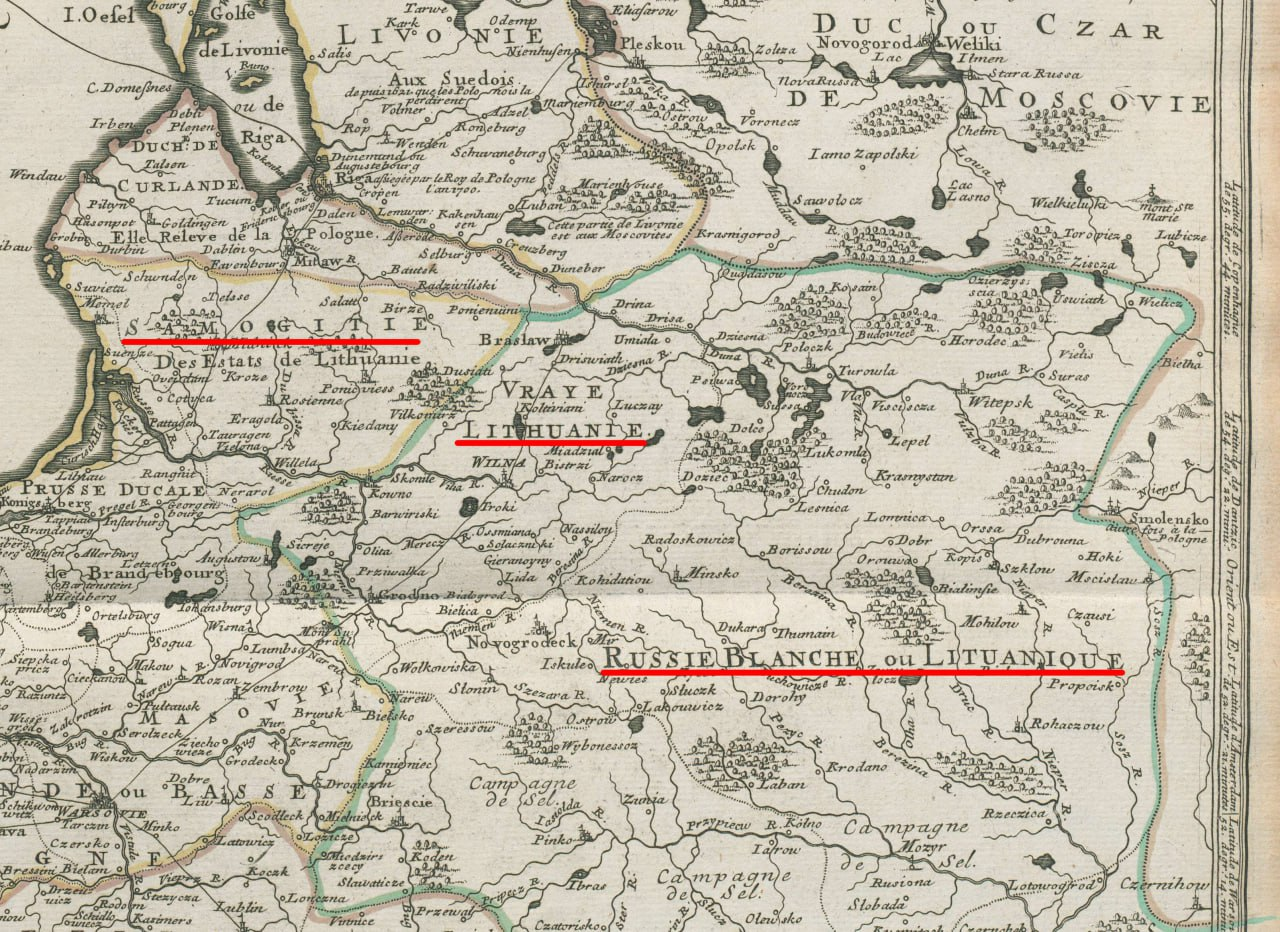
Белая или Литовская Русь (Russie Blanche ou Lithuanique) на французской карте 1700 года. Северо-западней обозначена «настоящая Литва» (Vraye Lithuanie).

Вопрос о том, какая часть Великого княжества Литовского причислялась к Руси непосредственно в эпоху его существования, является неоднозначным. Так, согласно Матвею Любавскому, Русью «в особом, частном смысле» в Великом княжестве Литовском назывались «волости, расположенные по среднему Днепру и его притокам: Сожу, Березине и нижней Припяти». Взгляды Любавского на этот вопрос полностью разделял и польский историк Станислав Кутшеба. Однако другой польский историк Оскар Халецкий в специальном труде, посвящённом составным частям Великого княжества Литовского, показал, что под «литовской Русью» правомерно понимать все русские земли в составе Великого княжества Литовского.
Согласно выводам белорусских историков Михаила Спиридонова и Вячеслава Носевича, во времена Великого княжества Литовского граница между «Русью» и «Литвой» не совпадала с этнической и административной границами. Под Русью понимали только часть исторической территории Киевской Руси. Верхнее Понеманье, Побужье и бассейн Припяти, также населённые русским православным населением, называли соответственно «Литвой», «Подляшьем» и «Полесьем». Эту точку зрения в целом разделяет и другой белорусский историк — Алесь Белый, показавший также, что начиная с 1580-х годов (после Люблинской унии и усечения Великого княжества Литовского) за Литовской Русью закрепляется хороним «Белая Русь».
Жителей Литовской Руси (в широком смысле) в Русском государстве именовали «белорусцами», причём это название, как и Белая Русь, в ходе истории меняло свой охват в соответствии с варьирующейся территорией Великого княжества Литовского. Также, жителей Литовской Руси, как и всего Великого княжества Литовского, называли политонимом «литвины».

## Литовская экспансия на Русь

### Ход территориальных приобретений
Первые грабительские походы литовской знати на русские земли фиксируются во второй половине XII века. Они были обусловлены углублением неравенства в социально-экономических отношениях, возникновением власти монарха и потребностями дружины, которая была главной его опорой. Главными направлениями литовских походов были богатые торговые артерии, проходившие через Полоцкое, Турово-Пинское, Галицко-Волынское и другие более мелкие удельные княжества. С некоторыми княжествами литовцы устанавливали союзнические отношения, к примеру, таковыми являлись Полоцкое и Новогрудское княжества. На территории Понеманья, которое в XIII в. стало ядром формирования Великого княжества Литовского, существовала широкая зона активных балто-славянских контактов мирного характера. После ослабления Руси в результате монгольского нашествия литовские монархи перешли от набегов к политике подчинения русских княжеств. Принявший католическое крещение и королевский титул Миндовг придал этому стремлению религиозное измерение, получив от пап Иннокентия IV и Александра IV поддержку в деле миссионирования русских «схизматиков». Сделать это Миндовгу пришлось в условиях мятежа, поддержанного внешними врагами, в том числе и католиками. Это позволило выйти из войны с минимальными потерями. В 1261 году Миндовг отказался от католицизма. Уже к середине XIII века под властью Миндовга оказались Новгородок (туда править Миндовга пригласили местные бояре ещё до его крещения), Волковыск, Слоним, Здитов, его ставленник княжил в Полоцке (где его добровольно приняли горожане), а с 1252 года в Гродно. Отсутствуют свидетельства о каких-либо сражениях на русских землях, которые вошли в состав ВКЛ, от среднего Немана (Гродно, Новгородок) по Западную Двину (Брацлав, Полоцк). Одновременно предпринимались походы в Смоленскую, Новгородскую, Черниговскую и Киевскую земли, о чём писал Плано Карпини.
Великое княжество Литовское — это шакал, который идёт следом за монгольским тигром. — Эдвардас Гудавичюс

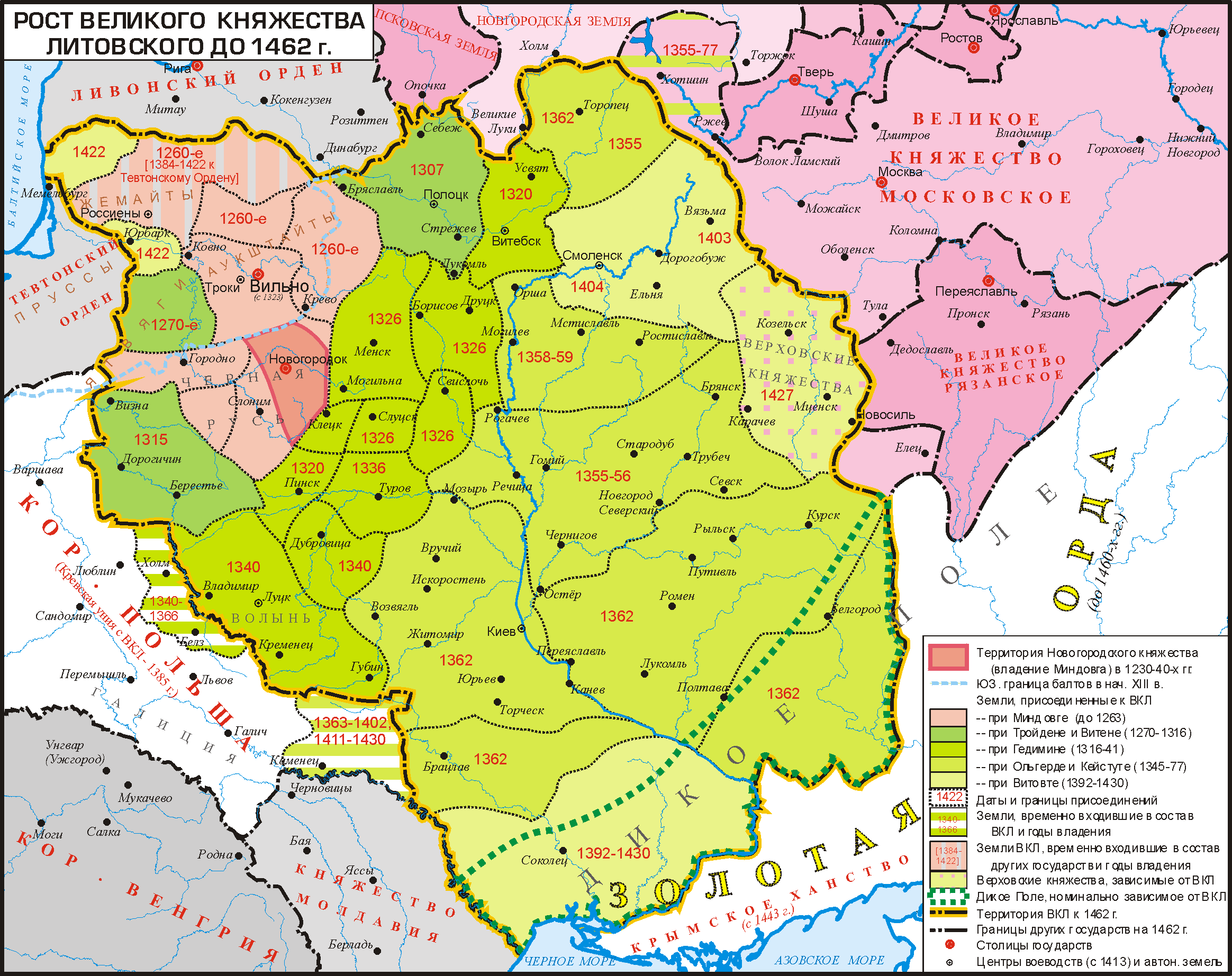
Рост Великого княжества Литовского до 1462 года

Присоединение Полоцка к Великому княжеству Литовскому началось относительно мирно, но затянулось на несколько десятилетий. Отношения местных элит с литовской властью, сначала католиками, а потом язычниками, проходили через этап кондоминиума, позволявшего Полоцкой земле лавировать между Литвой и Ливонией, наряду с ослабевающим влиянием владимирских и смоленских князей. За полоцкое княжение некоторое время пытался конкурировать Даниил Галицкий, однако его подчинение Орде сделало его для полочан неприемлемой кандидатурой. После того, как в Полоцке сменилось несколько литовских князей, он был окончательно инкорпорирован в Великое княжество Литовское в 1307 году. При Гедимине власть литовских князей быстро распространилась и на бывшие уделы Полоцкого княжества — Витебск (в результате династического брака Рюриковичей и Гедиминовичей), Минск, Друцк и другие центры будущих белорусских земель. Вокняжение на местных престолах, в том числе в Чёрной Руси, происходило относительно мирно. Русские земли либо занимались без боя, либо включались в состав Великого княжества Литовского благодаря династическим брачным союзам. Однако, по мнению некоторых исследователей, мирный характер подобных событий не обязательно означал их добровольность и они могли происходить под прямым военным давлением.
Русская общественность стала тяготеть к Литве, так как ее требования были относительно небольшие, а продолжавшееся с середины XIII века влияние русской культуры на литовские элиты сглаживало осознание чуждости. Великое княжество Литовское могло также защитить от татар, а также прекратить междоусобные войны.

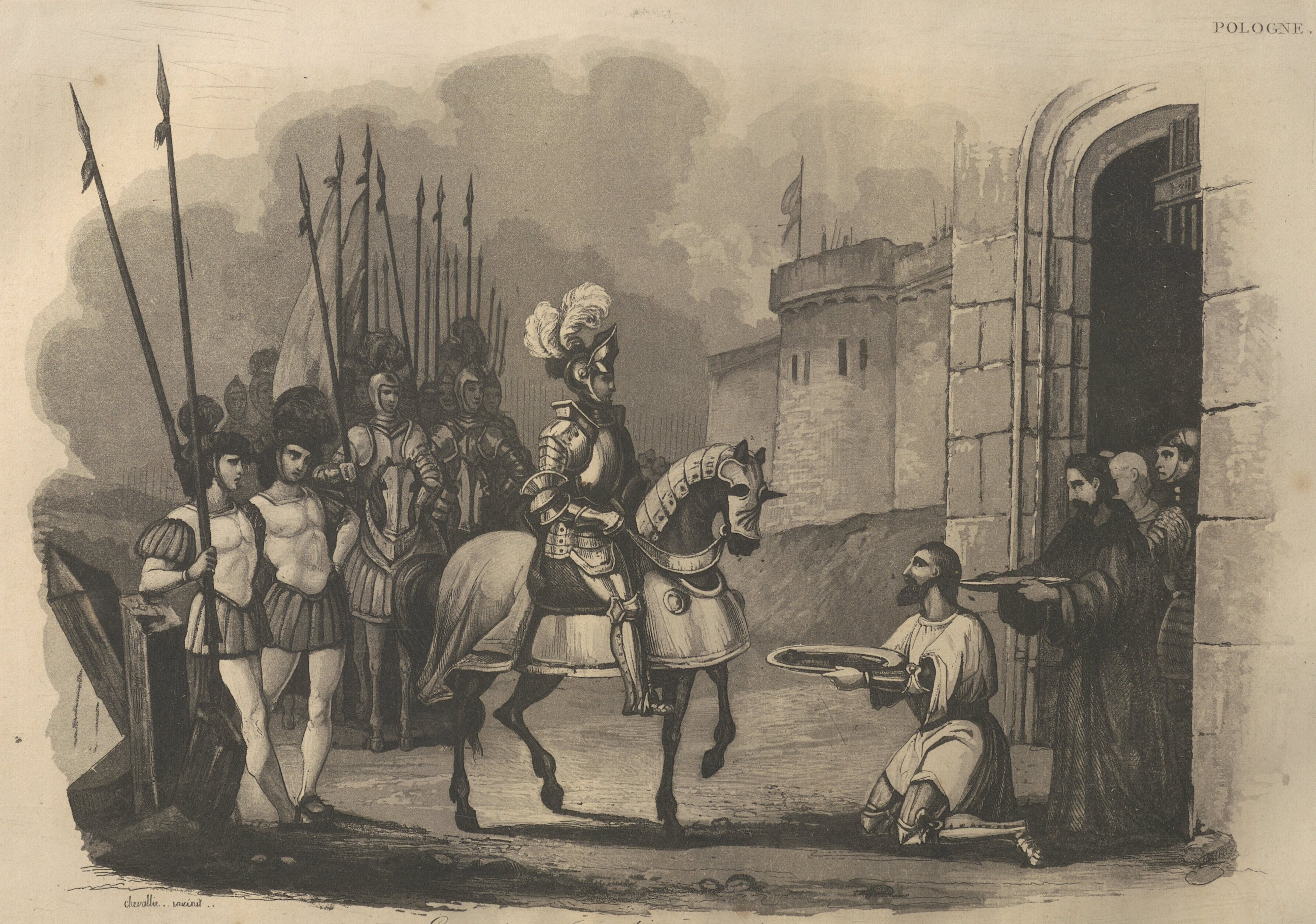
Гедимин входит в Киев. Из сочинения польского историка и картографа Леонарда Ходзько (1824)

В начале 1320-х годов Гедимин совершил поход на Волынь, а затем вторгся в Киевскую землю. Взяв крепость Овруч, он подошёл к Житомиру, который также пал после непродолжительной осады. После этого литовское войско Гедимина двинулось на Киев, «грабя и сжигая» всё на своём пути. В битве на реке Ирпень он наголову разбил коалицию нескольких южнорусских князей, после чего киевский князь Станислав бежал в Рязанскую землю. Затем литовцы без особого труда взяли Киев, Переяслав, Канев и другие города Киевской земли, которая сдалась им на основе вассалитета. Некоторые историки отрицают историческую достоверность летописного похода Гедимина на Киев. Ещё около 40 лет, вплоть до битвы на Синих Водах, Южная Русь продолжала выплачивать дань ордынским баскакам, пока окончательно не вошла в состав Великого княжества Литовского. В 1320-х годах или несколько позже Великое княжество Литовское завладело Подляшьем. На владимиро-волынский и луцкий престол в 1340 году в результате династического брака с местной династией сел Любарт Гедиминович. Впоследствии, между Великим княжеством Литовским и Польским королевством началась затяжная война за галицко-волынское наследство. По её итогам, Волынь осталась за Великим княжеством Литовским, а Галицкая Русь за Королевством Польским. Подолье было поделено между обеими державами.
Около 1360 года Ольгерд захватил Брянское княжество, а затем, в течение 1360-х—1370-х годов, разорённую монголо-татарами Северскую землю. Её главные центры были распределены между литовскими князьями. В результате победы над ордынцами на Синих Водах, власть Литвы распространилась на обширные земли Посемья (Путивль, Рыльск, Курск) и Посулья. От Смоленского княжества приблизительно в те же годы были отторгнуты Ржева, Мстиславль, Белая, Торопец. Попытавшийся вернуть Мстиславль смоленский князь Святослав Иванович был разбит литовскими князьями битве на реке Вихре (1387), после чего Смоленское княжество было вынуждено признать вассальную зависимость от Литвы. Окончательная инкорпорация Смоленска и его земель была достигнута Витовтом, взявшим его в 1404 году при поддержке части смоленских бояр. В зависимость от Великого княжества Литовского, несмотря на сохранение определённой автономии, попали Верховские княжества.

### Легитимизационная концепция власти над Русью
По примеру польских авторов XV—XVI веков, таких как Ян Длугош, Матвей Меховский и Марцин Бельский, создавших легитимизационный нарратив для власти над Польской Русью, литовские авторы Матей Стрыйковский, Александр Гваньини и другие создали литуаноцентристские концепции, которые выводили Великое княжество Литовское на историческую арену в качестве равноправного партнёра Польского королевства и исторически обосновывали право владения русскими землями. Под влиянием этих авторов в Литве широко распространилась легенда о благородном древнеримском происхождении правящей династии Гедиминовичей, вышедших из мифических Палемоновичей, родственников Нерона, которые в старину покорили балтские племена. Моральное оправдание власти над русскими землями вытекало из того, что после поражения от Батыя русские князья в силу своего недостоинства будто бы утратили право на власть над своим народом, тогда как потомки Нерона были обязаны эту власть подобрать и принесли русским спасение от хаоса и анархии. При этом силовой захват Руси, при котором та «вскричала великим голосом и плачем», а также гонения на местное население, не скрывались, а, напротив, подчёркивались, преподносясь как повод для гордости.
По словам историка Александра Филюшкина, литовская легенда противоположена русской легенде о призвании варягов, в которой заложена идея слияния народа и власти, а также образ государя, который в равной степени хозяин земли и исполнитель народной воли. Литовская легенда подчёркивала идеалы индивидуальной свободы и исключительности правящей династии в рамках многонациональной державы. Тогда как право Рюриковичей на власть вытекало из призыва народа, право Гедиминовичей проистекало из завоевания.

### Ордынская зависимость
Вопреки историографическому представлению XIX — начала XX веков, вхождение тех или иных русских земель в состав Великого княжества Литовского не означало их освобождения от золотоордынского ига. Литовские правители продолжали выплачивать ордынским ханам «выходы» с земель, которых те и далее считали своими данниками, выдавая литовским князьям ярлык на княжение. Однако в разных регионах ситуация отличалась. Например, Волынь почти не знала баскаков, а поездки князей в Орду заменялись участием в западных походах. Киев и Северщина знали и то, и другое. Подолье некоторое время после присоединения к ВКЛ не платило дань Орде. Несмотря на стремление литовских князей ослабить зависимость своих владений от Золотой Орды, подобное положение дел сохранялось на протяжении почти всего XIV века, пока Орда не начала демонстрировать признаки упадка. К примеру, утратив к концу 1390-х годов ханский трон и рассчитывая вернуть его с помощью Литвы, Тохтамыш, как будущий хан Орды, дал великому князю литовскому Витовту документ, по которому он отказывался от верховных прав Орды на земли Великого княжества и, следовательно, от получения с них выхода. «Пожалование» Тохтамыша распространялось на территорию позднейших Киевской, Северской, Волынской земель и Подолья. По мнению Б. Флори, к концу XIV века только с этих земель Великое княжество Литовское уплачивало выход монголо-татарам. Соглашение с Тохтамышем не привело к полному прекращению уплаты дани с литовско-русских земель. Ещё в середине XV века монголо-татарские даруги собирали ясаки с целого ряда городов Киевской земли. Однако упадок Орды изменил ситуацию: всё чаще ордынские ярлыки стали носить характер утверждения уже занявшего престол князя, повсеместно исчезают баскаки и прочие ордынские администраторы-резиденты, прекращаются казни князей в Орде, ярлыки всё чаще привозят ордынские посольства, номинальным становится участие русских войск в ордынских походах. В составе Великого княжества Литовского были земли, князьям которых ордынские власти отдельно предоставляли ярлыки, эти земли не фигурировали в ярлыках, предоставленных великому князю литовскому. В число таких земель входили земли Полесья, Поднепровские волости, Верховские княжества. «Княжения» и «волости», обязующиеся выплачивать дань, были также в текстах ярлыков крымских ханов Хаджи-Гирея (1461) и Менгли-Гирея (1472 и 1507) великим князьям литовским. По словам Бориса Флори, столь долгое сохранение зависимости от Орды может быть объяснено тем, что литовские правители вместо поисков соглашения с русскими княжествами против Орды постепенно встали на путь поисков соглашения с Ордой против Московского великого княжества. Еще одной причиной уплаты дани могли быть татарские набеги на земли Великого княжества Литовского, под давлением которых великим князьям литовским приходилось платить дань.
Уплатой выхода обязанности русских земель в составе Великого княжества Литовского по отношению к Орде не ограничивались. Как минимум до середины XIV века на русских землях Великого княжества лежала повинность высылать войско на помощь монголо-татарским ханам. Вместе с тем, ханы также оказывали военную поддержку Великому княжеству Литовскому.

## Культура, религия и общественное устройство
Развитая культура Руси оказала влияние на литовских князей и некоторое время доминировала в Великом княжестве Литовском. Ряд литовских князей крестились в православие, остальные оставались язычниками. Белорусский историк И. А. Марзалюк считает, что, по свидетельствам источников, «православное крещение делало русином». Князья из династии Гедиминовичей женились на христианках. В делопроизводстве использовался западнорусский письменный язык, сложившийся на базе древнерусского и церковнославянского языков, а также местных диалектов. До середины XVI века изучение западнорусского языка как домашнего среди литовской элиты было всеобщим.
Несмотря на это, до XVI века почти вся высшая знать и высшее сановничество Великого княжества Литовского оставались этническими литовцами. Экспансия Литовского государства на русские земли не вела к интеграции русской знати в правящую элиту этого государства. В ближайшее окружение монарха по-прежнему входили немногочисленные князья и литовские бояре. Вместе с тем, князья Друцкие достигли вершин влияния на общегосударственном уровне. Их происхождение является спорным, но, по мнению российского историка С. Полехова, версия о том, что они происходят от Рюриковичей представляется более предпочтительной. Возвышение русской знати произошло при великом князе литовском Войшелке. Поначалу в совете этого правителя преобладали русские, но после разгрома оппозиции в Нальше и Дялтуве верх взяли литовцы.
В 50-х гг. XIII в. по соглашению с галицко-волынскими князьями землями с восточнославянским православным населением управлял русский князь сын галицко-волынского князя Даниила Романовича Роман.
В основе ВКЛ долгое время лежал принцип федеративности, что позволяло русским землям сохранять свою культуру и долгое время жить в рамках тех политических традиций, которые сформировались до XIII века. До XVI века на русских землях Великого княжества действовали правовые нормы, восходившие к «Русской Правде». Присоединяемые княжества заключали с ВКЛ договор-ряд; сохранялись границы княжеств, структура управления, иммунитетные права местных феодалов, в мелких княжествах — местные династии. Местная знать обязана была выполнять следующие вассальные повинности: платить дань, участвовать в военных действиях. В составе Великого княжества Литовского существовали «политически отделенные области», которые имели определенное самоуправление (Полоцкая, Витебская, Смоленская, Киевская, Волынская и другие земли). Некоторые историки считают, что литовские правители не обращались в православие только по политическим причинам, его принятие не могло спасти собственную Литву от вторжений с запада, так как христиане, исповедующие католическую веру, относились к православным (схизматикам) с такой же враждебностью, как и к язычникам. По мнению некоторых историков, московско-литовские договоры 1384 года, могли стать началом полного обрусения ВКЛ.

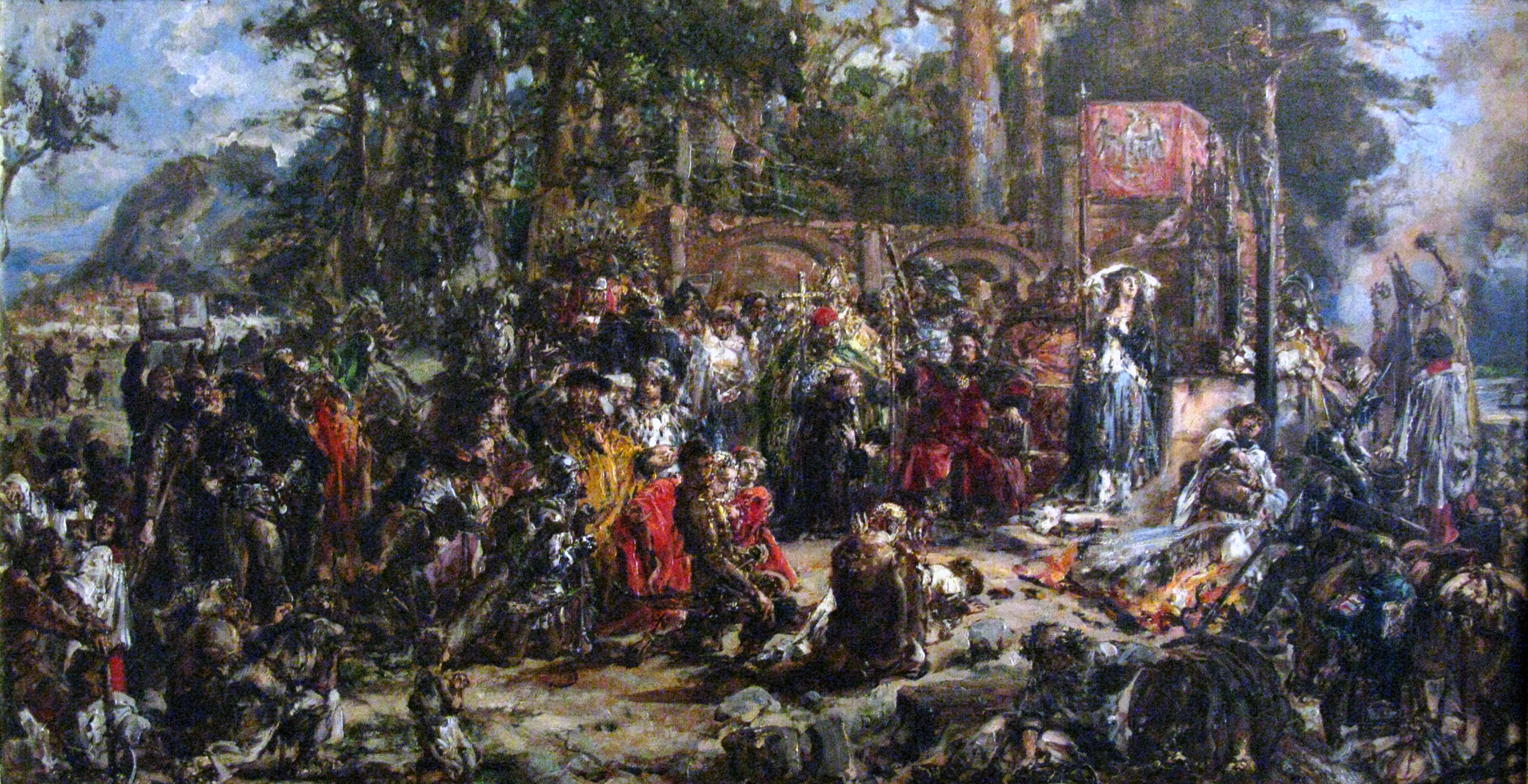
Ян Матейко. «Крещение Литвы» (1889)

После Кревской унии 1385 года, в результате которой правящая династия приняла католицизм и стала обладательницей польской короны, на русских землях при активном содействии Ягеллонов начали основываться католические епископства и диоцезы, строиться католические храмы и учебные заведения, распространяться представительства католических орденов францисканцев, доминиканцев и других. Это являлось продолжением политики сознательного укрепления позиций государственной религии — католицизма — на русских землях, которая началась в Галицкой Руси после её захвата Казимиром III в 1349 году. В то же время сохранилось распоряжение Витовта его воеводам, наместникам и тивунам не настаивать на католическом крещении русинов, а осуществлять его только по желанию.
Практика наделов католических структур значительными земельными владениями составляла их преимущество даже в периоды относительного уравнивания православных в правах с католиками. После Кревской унии важное положение в элите, приближённой к великим князьям, занимали также католические епископы. Специальные исследования боярской части правящей элиты ВКЛ в период правления Витовта показывают отсутствие в ней боярства русской части ВКЛ. Почти все бояре, входившие в окружение Витовта, исповедовали католицизм.
Возле членов династии Гедиминовичей и литовских бояр католического вероисповедания, составлявших элиту государства, оставалась толпа князей, обрусевших Гедиминовичей, даже Рюриковичей, а также рядовых бояр и военных русских земель (аннексов). Так, лояльные князья из древа Рюриковичей Воротынские, Одоевские долгое время сохраняли свои земли. В аналогичное положение российский историк И. Курукин ставит Друцких князей, которых он относит к Рюриковичам, хотя их происхождение спорно. При Витовте и после его смерти Друцкие имели высокое положение в политической жизни государственного центра. Такие земли получали свои грамоты-«привилеи». Население таких территорий имело узаконенные возможности, среди которых требовать смены наместника, а великий князь обязывался не совершать в отношении них определенных действий: не «вступать» в права православной церкви, не переселять местных бояр, не раздавать феодов выходцам из других мест, не «посуживать» принятых местными судами решений.
В правящей элите в период правления Витовта подавляющее большинство составляли лица литовского и католического происхождения. Однако есть основания полагать, что лица русского происхождения могли быть в составе правящей элиты ВКЛ. Это можно отследить по договорам Витовта с соседними государствами, которые снабжались списками свидетелей (подданных великого князя, которые могли гарантировать исполнение условий договоров), в этих списках спорадически появляются лица, формы имен которых могут указывать на их русское происхождение и/или православное вероисповедание.
Фактическое привилегированное положение, обретённое литовским боярством в XIV веке, после унии с Польшей было закреплено в привилеях — специальных актах, фиксировавших сословные права и привилегии. Право претендовать на ряд важных государственных должностей, участвовать в избрании великого князя, а также получать основную часть великокняжеских пожалований, в том числе военных трофеев, оставалось исключительно за литовским боярством, в которое русская знать не входила. Роль русской знати в Великом княжестве Литовском является спорной. По мнению С. Полехова, если на русских землях ВКЛ русская знать в значительной степени сохраняла свою власть и собственность (а последнюю и приумножала), то в общегосударственном масштабе ее роль была весьма скромной. Е. Л. Назарова считает, что представители русской знати, вошедшие в состав верхушки крупнейших землевладельцев ВКЛ, играли большую роль в политической жизни. В. Данилович пишет о том, что представители русской знати некоторых земель активно привлекались к общегосударственному управлению.
На Литовской Руси проходил процесс обрусения литовских князей. К началу XV века большинство князей литовского происхождения (Гольшанские, многие Гедиминовичи) приняли православие, подверглись «культурной ассимиляции» и обрусели. При Витовте и после его смерти Гольшанские имели высокое положение в политической жизни государственного центра.
Среди Рюриковичей высокой степенью самостоятельности обладали русские князья Новосильские и Одоевские. Они сохраняли суверенные права и строили отношения с великими князьями литовскими на договорной основе. При этом в первой трети XV веке они еще колебались между Литовским и Московским великими княжествами: их связи с Литвой упрочились лишь после смерти Василия I в 1425 году, когда они присягнули Витовту.
Существуют разные мнения о влиянии централизации, введённой Ягайлом и Витовтом, на русских князей Великого княжества Литовского. По мнению польского историка К. Петкевича, русские князья были деклассированы и вошли в ряды земянского сословия. Однако российский историк С. Полехов опровергает данные о «деклассации» князей, так как критерием принадлежности к «классу» князей является не владение теми или иными землями на «княжеском праве», а право рождения, дававшее княжеский титул. За князьями сохранялся княжеский престиж, который использовался для «государственных потребностей». В XV веке такое использование усматривается в том, что князья появляются среди свидетелей межгосударственных договоров, выполняют почетные политические поручения (посольства) и «из вежливости» привлекаются к совещаниям великого князя. Несмотря на централизацию, ряд земель ВКЛ сохраняли автономию. Местные русские бояре и князья сохраняли свое господствующее положение. Ряд русских княжеств сохраняли фактическую автономию и после вхождений в состав воеводств. Некоторые князья (например, Друцкие) продолжали играть важную роль в управлении некоторыми землями. Историк В. Веревкин-Шелюта придерживается мнения о том, что зажиточная часть русских князей после централизации сливалась со шляхетским сословием. Одновременно с централизацией была введена в XV веке политика раздачи великокняжеского домена, это восстановило в Великом княжестве Литовском государственную частную собственность земли, прежде всего литовской, на территории всей державы. Таким способом была создана элита панов — литовцев-католиков, которые достигли постоянной преобладающей позиции в государстве. Между тем, ещё с XIV века в государстве развивалась традиция русской политики Литвы, которой определялась веротерпимость. Очевидно, она была следствием количественного перевеса русского населения, которому власть старалась создать хорошие условия существования. Во время гражданской войны в Великом княжестве Литовском Русь уравняли с католиками, хотя и не дали русским права занимать са́мые высокие должности. Не встали вровень с литовской элитой, но также достигли уровня панов и сановников русские Ходкевичи, Сапеги и Боговитины, в круг верхушки панства вошли Кишки из Подляшья. Кроме того, бояре Литовской Руси получили широкие привилегии, согласно Статуту Великого княжества Литовского 1588 года. В состав верхушки крупнейших землевладельцев вошли такие представители русской знати, как Ходкевичи и Острожские, они играли большую роль в политической жизни страны. Среди крупнейших землевладельцев русского происхождения также были Сапеги.

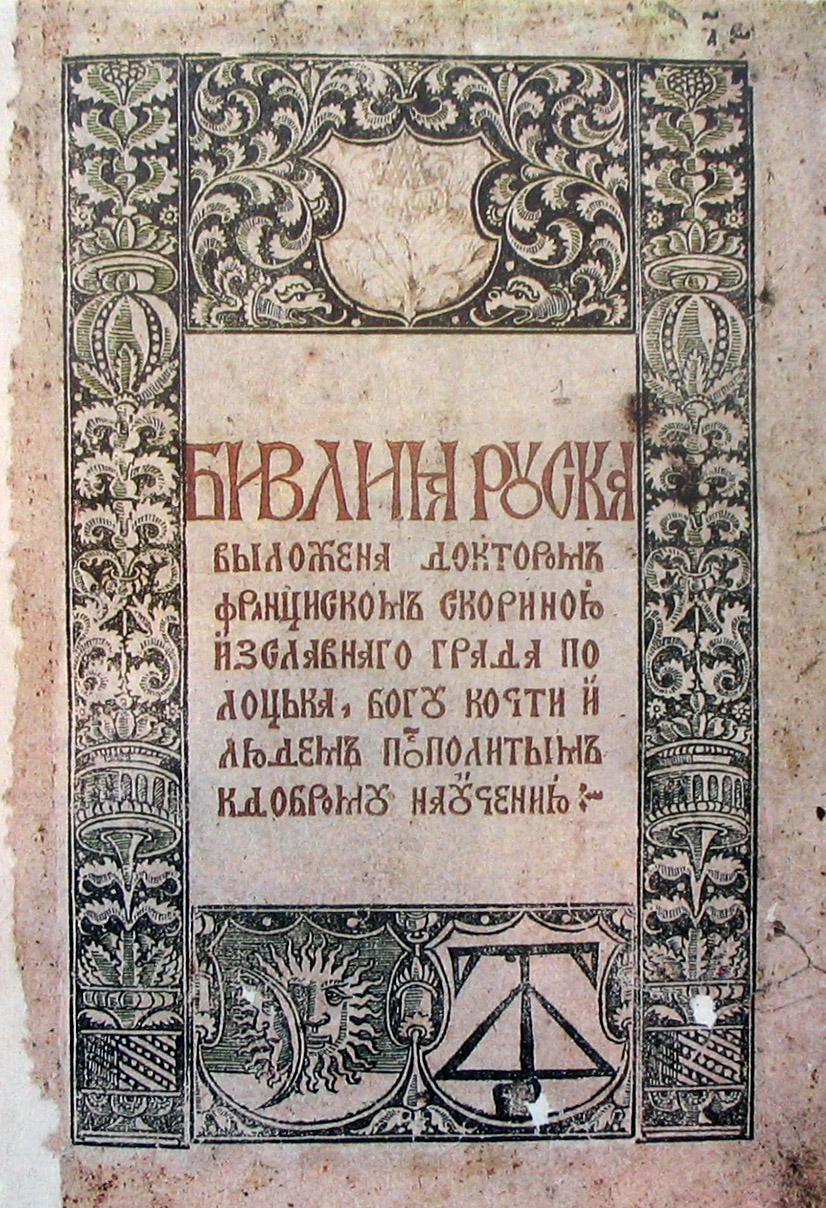
Библия Франциска Скорины (1519)

Политика по распространению католицизма и достижению католическо-православной унии велась в XIV—XVI веках с разной интенсивностью, но в целом успехов не достигала. Подавляющее большинство населения Руси сохраняло верность православию, . XVI век стал яркой вехой русской книжности. Так, к примеру, первопечатник Франциск Скорина в 1517—1519 годах издал свою «Русскую Библию», возник целый ряд важных западнорусских летописей. В Великом княжестве Литовском произошел наивысший экономический и культурный подъем в первое время его вхождения в состав Речи Посполитой. Лишь в результате Брестской унии 1596 на землях Литовской Руси, сократившейся до одних лишь белорусских земель, началось целенаправленное насаждение католического вероучения при сохранении православной обрядности. Борьба униатов и православных, которая разгорелась по всей Западной Руси в первой половине XVII века, привела в Литовской Руси к ряду волнений и городских восстаний. В результате сопротивления насаждению унии при митрополите киевском Петре Могиле и короле Речи Посполитой Владиславе IV Вазе православным удалось добиться от властей Речи Посполитой признания независимого от униатов существования православной церкви. На фоне Смоленской войны для обеспечения лояльности православных, чьи симпатии были на русской стороне, их прежние права были восстановлены и им была возвращена часть храмов и монастырей. Исключением являлось Смоленское воеводство, в котором новые положения о веротерпимости фактически не действовали и где сохранялась прежняя крайне репрессивная политика по отношению к православным. Король Владислав IV Ваза делал уступки православным Смоленщины, но шляхта, не относящаяся к православным, противодействовала их реализации.
После перехода Киева и Левобережной Украины в российское подданство (после русско-польской войны 1654—1667 годов), позиции оставшихся в Речи Посполитой православных, в том числе Литовской Руси, вновь резко ослабли, так как уменьшился их удельный вес в государстве, а митрополит киевский осуществлял отныне управление из «враждебной» державы. Давление на православных во второй половине XVII века значительно возросло, в результате чего власти смогли со временем сделать униатство доминирующим вероисповеданием на подвластным им русских землях. Польский язык вытеснил из делопроизводства западнорусский язык, попавший под окончательный запрет в 1696 году. Основным объектом полонизации и окатоличивания стала русская шляхта, которая в XVII и XVIII веках прочно слилась с польским элементом Речи Посполитой. В конечном итоге диссидентский вопрос, связанный с религиозным неравноправием по отношению к широким массам населения, сыграл одну из решающих ролей в деле вмешательства соседних держав во внутреннюю политику Речи Посполитой и её последующей ликвидации.

## Попытки русской эмансипации
Со второй половины XIV века в Великом княжестве Литовском была активна так называемая «русская партия», состоявшая из православной знати и духовенства, противостоявшая растущему польскому влиянию на литовскую политику. Кревская уния 1385 года стала для «русской партии» серьёзным поражением. Недовольство политическим и культурным курсом государства стало причиной поддержки восточнославянским населением ряда восстаний против правящей династии, которые, однако, каждый раз не увенчивались успехом. В ходе гражданской войны 1432—1438 годов бо́льшая часть русской знати поддержала Свидригайло, выступавшего против польско-литовской унии, меньшая часть пошла за Сигизмундом Кейстутовичем. Во время гражданской войны Сигизмунд уравнял Русь с католиками, хотя и не дал русским права занимать са́мые высокие должности. В 1440 году вспыхнуло Смоленское восстание, которое литовско-польскому войску удалось подавить лишь с трудом. Центром консолидации русских сил в середине XV века всё больше становился Киев во главе с князьями Олелько Владимировичем и Семёном Олельковичем, поэтому после смерти последнего Казимир IV несмотря на протесты горожан ликвидировал усилившееся Киевское княжество, превратив его в воеводство, которое вскоре в связи с расстройством обороноспособности было разорено крымскими татарами.
В 1481 году православные литовско-русские князья Михаил Олелькович, Иван Гольшанский и Фёдор Бельский организовали заговор с целью свержения католика Казимира IV с престола. Однако заговор был раскрыт, после чего Михаил Олелькович и Иван Гольшанский были казнены. Лишь Фёдору Бельскому удалось бежать в Москву.
Литовский историк Э. Гудавичус отмечал то, что тормозящим фактором для государственной централизации Великого княжества Литовского стали не столько сохранившиеся мелкие княжества, сколько сложная система наследования власти на русских и собственно литовских землях, а также феодальный иммунитет аристократических владений. Помимо этого, он отмечал то, что в целом оппозиция центральной власти выражалась традиционными локальными мотивами, поэтому Вильне противостояла не единая, обжитая русскими, территория, но каждая земля по отдельности. Еще данный историк отмечает то, что на исходе XV в. центробежные тенденции как политический фактор были уже пройденным этапом для больших русских земель. Наиболее прочно были интегрированы в Литовское государство Полоцк и Витебск. В Смоленске руководство страны перераспределило и расширило дворянское землевладение, сплотило или даже создало слой верных ему людей.
Накануне русско-литовской войны 1500—1503 годов целый ряд русских князей на восточных окраинах государства, недовольных усилившимся ущемлением прав православных, перешёл на службу к великому князю московскому Ивану III. В контексте противостояния литовским властям группа русских князей поддержала мятеж Глинских 1508 года, переметнувшись к Василию III в русско-литовской войне 1507—1508 годов. Между тем, историк М. Кром отвергает национальную или религиозную окраску мятежа Глинских, считая его авантюрой, вызванную стремлением Львовичей вернуть себе утраченное положение. Он приходит к выводу, что большинство православных князей вполне устраивало положение в Великом княжестве Литовском и они не стремились к обособлению. Некоторые историки отмечают то, что ко времени русско-литовской войны 1512—1522 годов население восточных земель Великого княжества Литовского основательно остыло к идее присоединения к Москве, а в преддверии русско-литовской войны 1534—1537 годов имел место переход некоторых представителей московской знати на сторону Великого княжества Литовского.

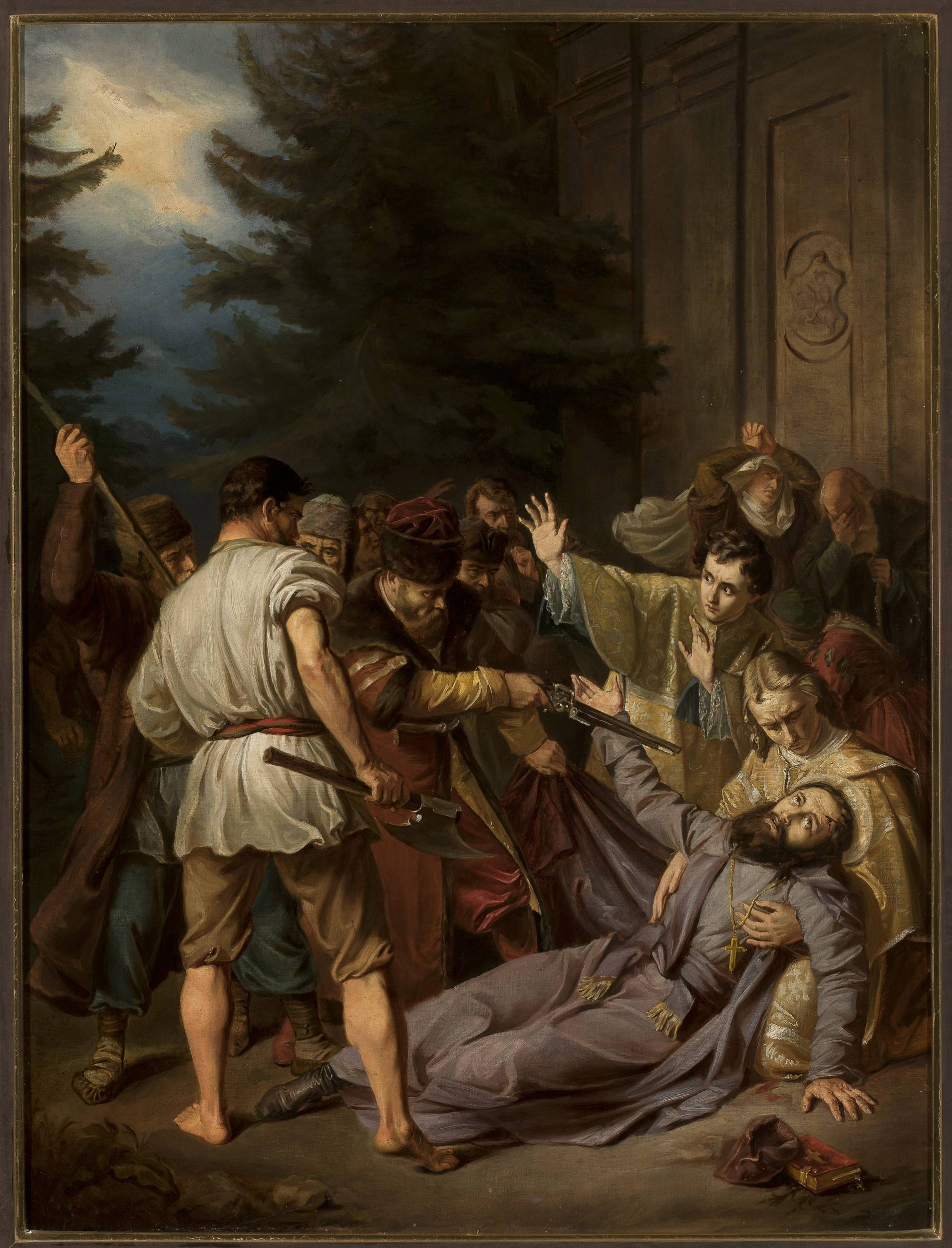
Йозеф Зимлер. «Мученическая смерть Иосафата Кунцевича», 1861 г.

После Брестской унии 1596 года официальные попытки насаждения униатства вызвали ряд антиправительственных выступлений и городских восстаний, среди которых были Могилёвское (1618), Витебское (1623) и другие. Убийство ярого поборника унии епископа Иосафата Кунцевича в Витебске заставило власти Речи Посполитой усилить репрессивную политику против православных. В 1648 году белорусское население широко поддержало освободительную войну под предводительством Богдана Хмельницкого. Во время вступления русского войска на территорию Великого княжества Литовского в 1654 году после начала русско-польской войны большинство восточнобелорусских городов сдавались царским войскам без боя и приветствовали русские войска, хотя некоторые историки видят для этого причины лишь ситуационно-практического характера (численное превосходство русских войск, плохая подготовка к обороне государственных городов). Впоследствии Речь Посполитая вернула себе белорусские земли. По мнению российского историка И. В. Курукина, местная шляхта и мещане не желали оставаться подданными русского царя — слишком глубоко пролегла уже пропасть между кремлёвскими и литовскими порядками.
Антишляхетские и пророссийские настроения имели место на бывших литовско-русских землях в эпоху Российской империи. Во время польского восстания 1863—1864 годов православные крестьянские массы в целом не поддержали действия повстанцев, выступавших за восстановление Речи Посполитой в границах 1772 года[нейтральность?]. Причинами этого были жесткие меры российских властей по подавлению восстания, уступки российских властей крестьянам во время восстания, нерешительная аграрная политика руководителей восстания.

## Дифференциация русского населения
С точки зрения Бориса Флори, этническая дифференциация между украинцами и белорусами произошла после Люблинской унии, когда за Великим княжеством Литовским осталась лишь часть его русских земель, а другая часть отошла к польской Короне. Границы этнических земель обоих восточнославянских народов сегодня практически совпадают с границами обеих составных частей Речи Посполитой. Причиной тому стали, по мнению Флори, различные общественные порядки на польских и литовских землях. Таким образом, усечённая Литовская Русь после Люблинской унии выступает как колыбель белорусского народа.